# Alondra Vázquez
Elaine Alondra Vázquez Rivera (16 agosto 2000) è una pallavolista portoricana, schiacciatrice del Mulhouse.

## Carriera

### Club
La carriera di Alondra Vázquez inizia nei tornei scolastici portoricani, giocando per la Discípulos de Cristo. Dopo il diploma è di scena negli Stati Uniti d'America, dove partecipa alla lega universitaria NCAA Division I dal 2018 al 2022 con la Evansville.
Inizia la carriera da professionista partecipando alla Liga de Voleibol Superior Femenino 2023 con le Atenienses de Manatí. Nella stagione 2023-24 approda in Germania per disputare la 1. Bundesliga con il Vilsbiburg, mentre nella stagione seguente è di scena nella Ligue A francese, ingaggiata dal Vandœuvre Nancy: resta nella massima divisione transalpina anche nell'annata 2025-26, ma indossando la casacca del Mulhouse.

### Nazionale
Nel 2022 debutta nella nazionale portoricana in occasione della NORCECA Final Four, conquistando la medaglia di bronzo, seguita da un altro bronzo alla Volleyball Challenger Cup. Un anno dopo vince l'oro alla NORCECA Final Four, seguito dall'argento ai XXIV Giochi centramericani e caraibici, venendo premiata come miglior schiacciatrice, e alla Coppa panamericana.

## Palmarès

### Nazionale (competizioni minori)
- NORCECA Final Four 2022
- Volleyball Challenger Cup 2022
- NORCECA Final Four 2023
- Giochi centramericani e caraibici 2023
- Coppa panamericana 2023

### Premi individuali
- 2023 - XXIV Giochi centramericani e caraibici: Miglior schiacciatrice